# Hal Cumpston
Hal Cumpston (* 1999 in Sydney) ist ein australischer Filmschauspieler, Drehbuchautor und Filmproduzent.

## Leben und Wirken
Cumpston wurde als eines von vier Kindern von Schauspieler Jeremy Cumpston und Produzentin Jessica Brentnall 1999 geboren. Nach seinem Highschoolabschluss am Waverly College schrieb er sein erstes Drehbuch und produzierte basierend auf diesem Buch Bilched. In dem Film, der unter anderem auf dem Chelsea Filmfestival ausgezeichnet wurde, spielt Cumpston eine Hauptrolle. Seit 2020 verkörpert er in The Walking Dead: World Beyond die Hauptrolle Silas.

## Filmografie (Auswahl)

### Als Schauspieler
- 2019: Bilched
- 2020–2021: The Walking Dead: World Beyond (Fernsehserie)
- 2021: Nine Perfect Strangers (Miniserie)
- 2023: The Artful Dodger

### Als Drehbuchautor und Produzent
- 2019: Bilched